# Alfa Centauri
Alfa Centauri (α Cen, Rigil Centaurus, Toliman) – gwiazda wielokrotna w gwiazdozbiorze Centaura, trzecia pod względem jasności gwiazda widoczna na nocnym niebie. Układ Alfa Centauri zawiera gwiazdy położone najbliżej Ziemi, nie licząc Słońca, a także najbliższą planetę pozasłoneczną; możliwe jest też istnienie innych planet w tym układzie.

## Nazwy
Dwa najjaśniejsze składniki tworzące układ Alfa Centauri, dla obserwatora patrzącego okiem nieuzbrojonym wyglądają jak jedna, bardzo jasna gwiazda. Historycznie przypisywano jej różne nazwy, stosowane obok oznaczenia Bayera. Nazwa Rigil Kentaurus jest zlatynizowaną formą arabskiego określenia ‏رجل القنطورس‎ Rijl Qanṭūris, co oznacza „stopa centaura”, przy czym słowo „centaur” Arabowie zapożyczyli od starożytnych Greków (stgr. Κένταυρος kentauros). Bywa ona skracana do formy Rigil Kent. Inna nazwa Toliman wywodzi się od arabskiego ‏الظلمان‎ al-Ẓulmān, „strusie”. W XIX wieku znana była też nazwa Bungula, zapewne wywodząca się od litery beta (niepoprawnie przypisanej tej gwieździe) i łacińskiego ungula, co oznacza „kopyto” i odnosi się do położenia w gwiazdozbiorze.
Międzynarodowa Unia Astronomiczna w 2016 roku formalnie zatwierdziła użycie nazw Rigil Kentaurus dla określenia Alfa Centauri A oraz Proxima Centauri dla składnika Alfa Centauri C. W 2018 roku nazwę Toliman przypisano gwieździe Alfa Centauri B.

## Ogólna charakterystyka
Ze względu na bliskość Alfy Centauri, jest ona trzecią pod względem jasności gwiazdą na nocnym niebie (jasność obserwowana układu: −0,27m); jaśniejsze są tylko Syriusz i Kanopus. Znajduje się ona w gwiazdozbiorze Centaura, położonym na południowej półkuli nieba.

## Składniki układu
Układ Alfa Centauri tworzą trzy gwiazdy: dwie jasne gwiazdy ciągu głównego, Alfa Centauri A i Alfa Centauri B, tworzące ciasny układ podwójny oraz okrążający je po dalekiej orbicie czerwony karzeł o nazwie Proxima Centauri, czasem oznaczany Alfa Centauri C, który może być powiązany grawitacyjnie z dwoma pozostałymi.
Elipsa orbity składników A i B ma mimośród 0,52, minimalna odległość między gwiazdami to 11,2 au (porównywalna ze średnią odległością Saturna od Słońca), średnia 23,7 au (większa niż odległość Urana od Słońca), a maksymalna 35,6 au (średnia odległość Plutona od Słońca). Okres obiegu składników jest równy 79,9 roku. Podczas największej separacji dwie gwiazdy można rozróżnić w niewielkim amatorskim teleskopie, a nawet przez dobrą lornetkę.
Alfa Centauri A, większa z dwóch gwiazd, jest bardzo podobna do Słońca. Ma taki sam typ widmowy G2 V, ale nieco większą masę (1,09 masy Słońca) i przez to jest o połowę jaśniejsza. Alfa Centauri B ma masę 0,90 M☉, typ widmowy K0-1 V i jasność o połowę mniejszą niż Słońce. W 2007 masy składników szacowano na 1,14 M☉ oraz 0,92 M☉, co daje łączną masę układu ok. 2 M☉.
Do układu Alfa Centauri zaliczana jest też oddalona od większych składników Proxima Centauri (krąży w odległości ok. 13 000 au, czyli ok. 0,205 roku świetlnego). Znajduje się ona aktualnie najbliżej Słońca spośród trzech składników (i tym samym spośród wszystkich gwiazd), czemu zawdzięcza swą nazwę; jest odległa o 4,22 roku świetlnego.

## Układ planetarny
Podobieństwo składników A i B do Słońca i ich nieco wyższa metaliczność sugerowały od dawna możliwość istnienia planet w tym systemie. Obliczenia teoretyczne wskazywały, że wokół składnika B planety mogą posiadać stabilne orbity w obrębie ekosfery, pomiędzy 0,5 a 0,9 au (bardziej prawdopodobne jest ich istnienie w wewnętrznej części). Wokół składnika A także dalsze orbity mogą być stabilne, jednak również ekosfera jest położona dalej (ok. 1,2–2,3 au). Brak planet-olbrzymów w układzie może być czynnikiem sprzyjającym rozwojowi planet typu ziemskiego.
W 2012 ogłoszono odkrycie planety orbitującej wokół składnika B. Planeta o nazwie Alfa Centauri Bb miała mieć masę około 1,16 masy Ziemi, co wskazywałoby, że jest planetą typu ziemskiego. Miała ona krążyć zaledwie sześć milionów kilometrów od swojej gwiazdy, czyli zbyt blisko, aby na jej powierzchni mogła istnieć ciekła woda i warunki sprzyjające powstaniu życia. Późniejsze analizy wskazują jednak, że sygnał zinterpretowany jako efekt grawitacyjny planety wynikał z błędu obliczeniowego.
W 2016 roku ogłoszono odkrycie planety krążącej wokół Proximy Centauri, nazwanej Proxima Centauri b. Jest to obiekt o masie minimalnej 1,3 M🜨, najprawdopodobniej typu ziemskiego. Planeta krąży siedem milionów kilometrów od gwiazdy, ale Proxima jest znacznie słabsza niż Alfa Centauri B i taka odległość plasuje ją w ekosferze gwiazdy.
Europejskie Obserwatorium Południowe planuje modernizację sieci Very Large Telescope na potrzeby poszukiwania planet okrążających gwiazdy systemu Alfa Centauri.

## Obserwacje

Lokalizacja Alfy Centauri w gwiazdozbiorze Centaura.

Dwa główne składniki układu leżą zbyt blisko siebie, by można je było rozróżnić gołym okiem, gdyż ich odległość kątowa waha się od 2 do 22 sekund kątowych, jednak przez większość okresu ich obiegu można je rozróżnić przy pomocy lornetki bądź małego (5 cm) teleskopu.
Na półkuli południowej, Alfa Centauri jest zewnętrzną gwiazdą tzw. wskaźników południa, których nazwa wynika z faktu, iż linia, poprowadzona na niebie od Alfy Centauri przebiegająca przez gwiazdę Beta Centauri (Hadar), znajdującej się o około 4,5° na zachód, wskazuje dokładnie gwiazdę Gacrux w gwiazdozbiorze Krzyża Południa. Dzięki tym gwiazdom można łatwo rozróżnić „prawdziwy” Krzyż Południa od asteryzmu w Gwiazdozbiorze Żagla, zwanego „Fałszywym Krzyżem”.

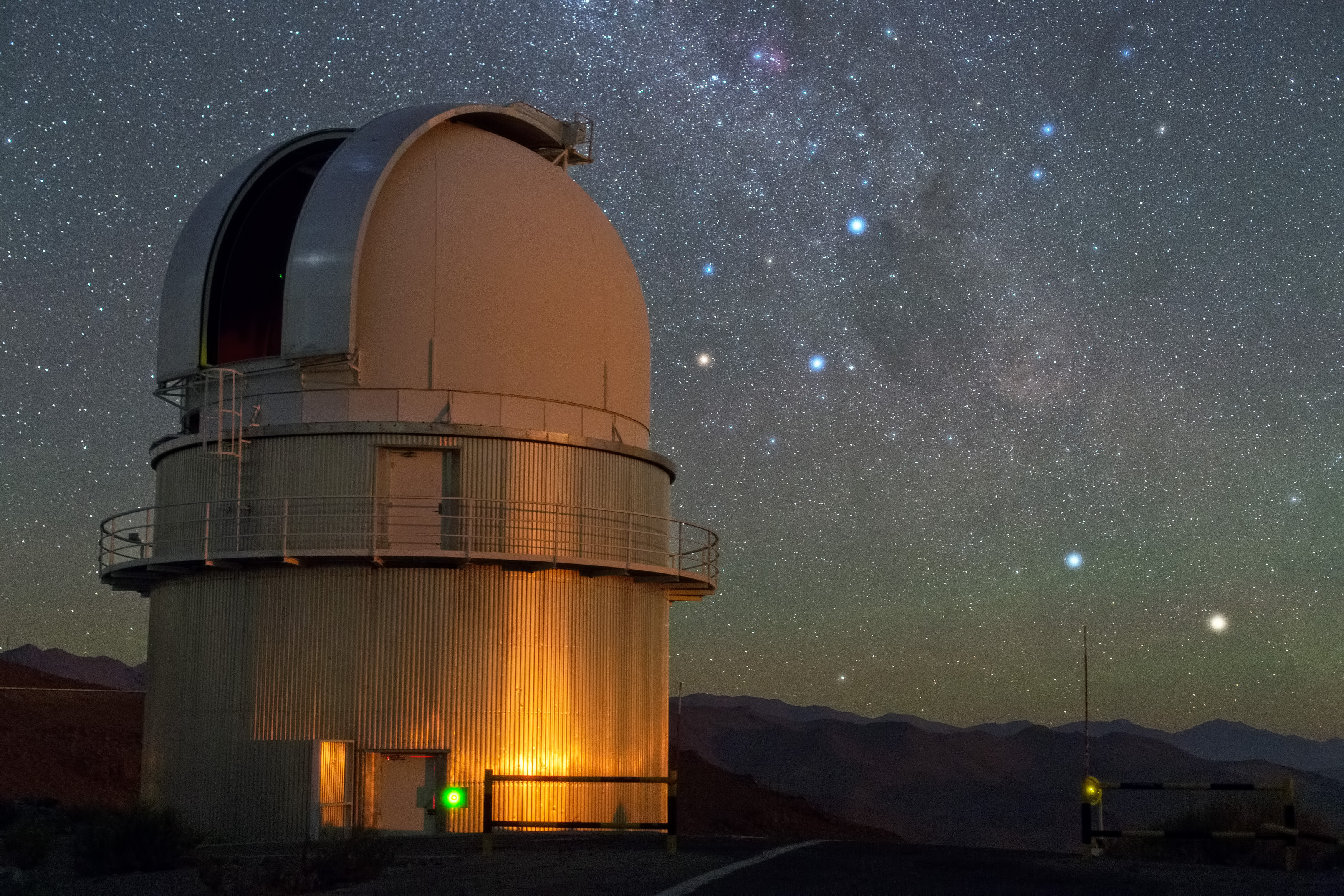
Dwie jasne gwiazdy na dole po prawej to Alfa (z prawej) oraz Beta Centauri (po lewej, nad anteną). Linia, na której leżą obie gwiazdy, wskazuje 4 jasne gwiazdy w Gwiazdozbiorze Krzyża Południa (na prawo od kopuły teleskopu) w Obserwatorium La Silla.

Na obszarach położonych na południe od równoleżnika 29° S Alfa Centauri jest gwiazdą okołobiegunową i nigdy nie zachodzi za horyzontem. Obie gwiazdy wraz z Krzyżem Południa, znajdują się za daleko na południu aby mogły być widoczne na północy. Podczas lata na półkuli północnej, poniżej szerokości 29° N (m.in. na Półwyspie Synaj w Egipcie, na wyspie Lanzarote oraz w Galveston w Stanach Zjednoczonych) Alfa Centauri znajduje się blisko południowego horyzontu. Do kulminacji gwiazdy dochodzi każdego roku o północy 24 kwietnia lub o godz. 21:00 w dniu 8 czerwca.
Oglądana z Ziemi, Proxima Centauri znajduje się w odległości 2,2° od składników A oraz B. Jest to w przybliżeniu czterokrotność średnicy kątowej Księżyca w pełni (i prawie połowa odległości między Alfa Centauri AB oraz Beta Centauri). Proxima zwykle jest ciemnoczerwoną gwiazdą o jasności obserwowanej rzędu 13,1m na obszarze o małym zagęszczeniu gwiazd; do jej obserwacji potrzebne są średniej wielkości teleskopy. Nazwana jako V645 Cen w katalogu G.C.V.S. (Wersja 4.2), Gwiazda rozbłyskowa typu UV Ceti może gwałtownie rozjaśnić się o ok. 0,6 magnitudo w świetle widzialnym, natomiast po kilku minutach ponownie słabnie. Niektórzy astronomowie – zarówno amatorzy, jak i profesjonaliści – regularnie próbują namierzyć rozbłyski za pomocą teleskopów optycznych bądź radioteleskopów.

## Odległość
| źródło                            | Paralaksa (mas) | Odległość (pc)         | Odległość (ly)      | Odległość (pm)    | Przypis                     |
| --------------------------------- | --------------- | ---------------------- | ------------------- | ----------------- | --------------------------- |
| Henderson (1839)                  | 1160 ± 110      | 0,86 +0,09−0,07        | 2,81 +0,29 −0,24    | 26,6 +2,8 −2,3    | [ 31 ]                      |
| Henderson (1842)                  | 912,8 ± 64      | 1,10 +0,08 −0,07       | 3,57 +0,27 −0,23    | 33,8 +2,5 −2,2    | [ 32 ]                      |
| Maclear (1851)                    | 918,7 ± 34      | 1,09 ± 0,04            | 3,55 +0,14 −0,13    | 33,6 +1,3 −1,2    | [ 33 ]                      |
| Moesta (1868)                     | 880 ± 68        | 1,14 +0,10 −0,08       | 3,71 +0,31 −0,27    | 35,1 +2,9 −2,5    | [ 34 ]                      |
| Gill & Elkin (1885)               | 750 ± 10        | 1,333 ± 0,018          | 4,35 ± 0,06         | 41,1 +0,6 −0,5    | [ 35 ]                      |
| Roberts (1895)                    | 710 ± 50        | 1,41 +0,11 −0,09       | 4,59 +0,35 −0,30    | 43,5 +3,3 −2,9    | [ 36 ]                      |
| Woolley et al. (1970)             | 743 ± 7         | 1,346 ± 0,013          | 4,39 ± 0,04         | 41,5 ± 0,4        | [ 37 ]                      |
| Gliese & Jahreiß (1991)           | 749,0 ± 4,7     | 1,335 ± 0,008          | 4,355 ± 0,027       | 41,20 ± 0,26      | [ 38 ]                      |
| van Altena et al. (1995)          | 749,9 ± 5,4     | 1,334 ± 0,010          | 4,349 +0,032 −0,031 | 41,15 +0,30 −0,29 | [ 39 ]                      |
| Perryman et al. (1997) (A oraz B) | 742,12 ± 1,40   | 1,3475 ± 0,0025        | 4,395 ± 0,008       | 41,58 ± 0,08      | [ 40 ] [ 41 ] [ 42 ] [ 43 ] |
| Söderhjelm (1999)                 | 747,1 ± 1,2     | 1,3385 +0,0022 −0,0021 | 4,366 ± 0,007       | 41,30 ± 0,07      | [ 44 ]                      |
| van Leeuwen (2007) (A)            | 754,81 ± 4,11   | 1,325 ± 0,007          | 4,321+ 0,024- 0,023 | 40,88 ± 0,22      | [ 45 ]                      |
| van Leeuwen (2007) (B)            | 796,92 ± 25,90  | 1,25 ± 0,04            | 4,09 + 0,14 - 0,13  | 38,7 + 1,3 - 1,2  | [ 46 ]                      |
| RECONS TOP100 (2012)              | 747,23 ± 1,17   | 1,3383 ± 0,0021        | 4,365 ± 0,007       | 41,29 ± 0,06      | [ 15 ]                      |

## Galeria

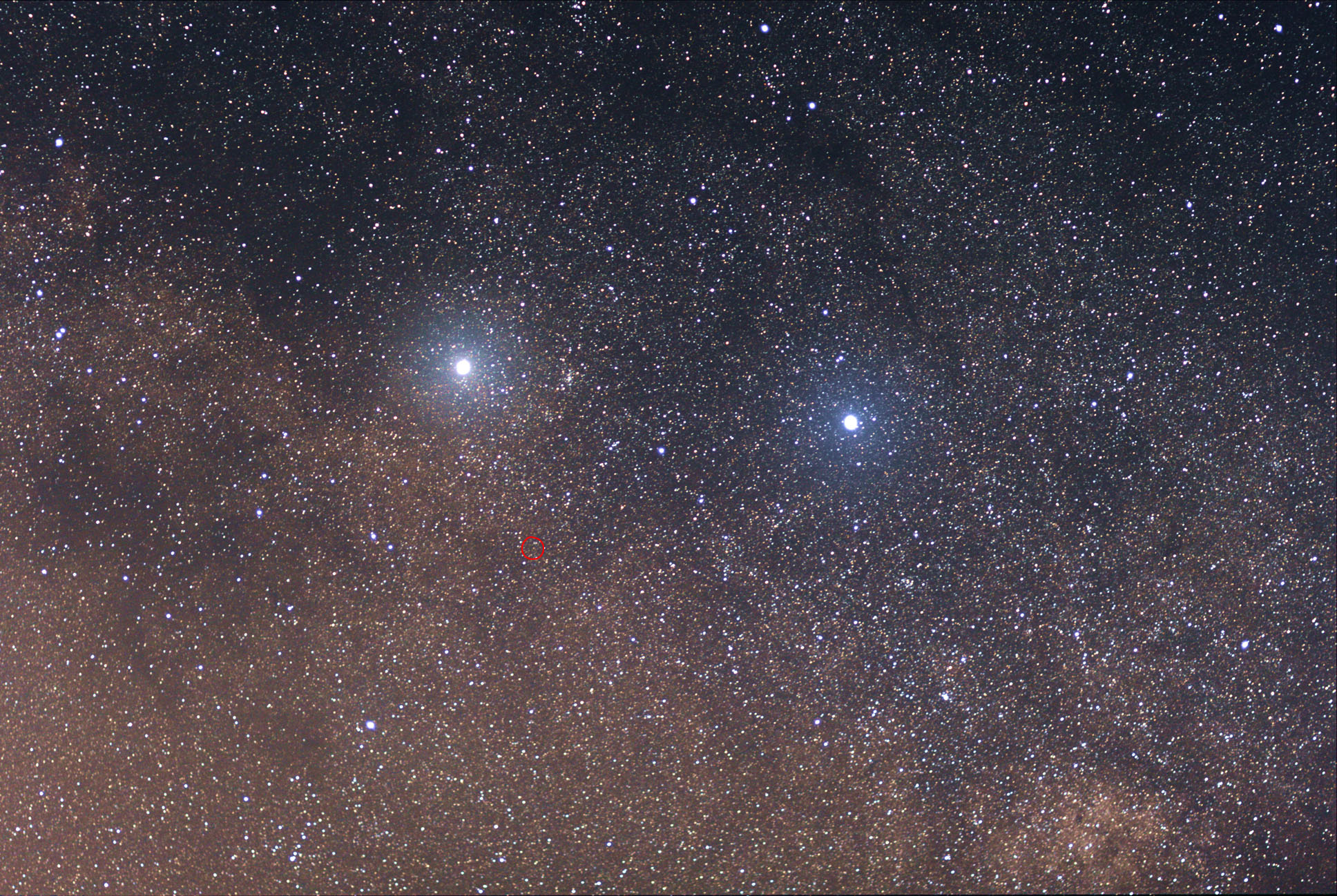
Alfa Centauri po lewej, Proxima zaznaczona czerwonym kółkiem, Beta Centauri po prawej
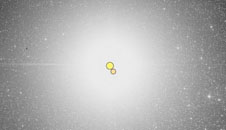
Względna pozycja dwóch głównych składników układu w 2003 roku
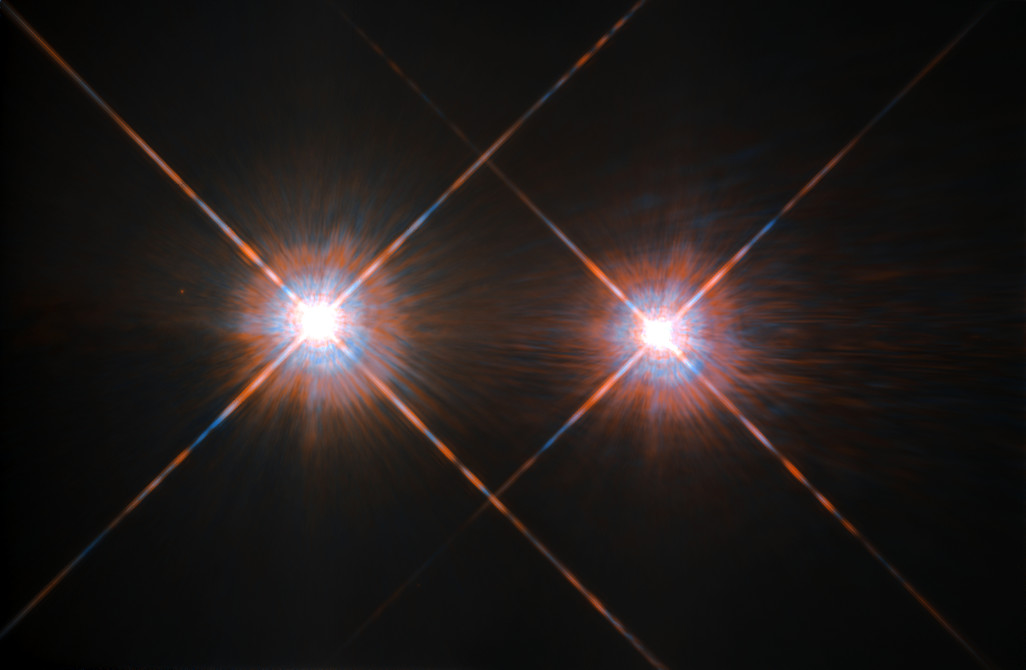
Zbliżenie gwiazd A i B, zdjęcie Teleskopu Hubble’a
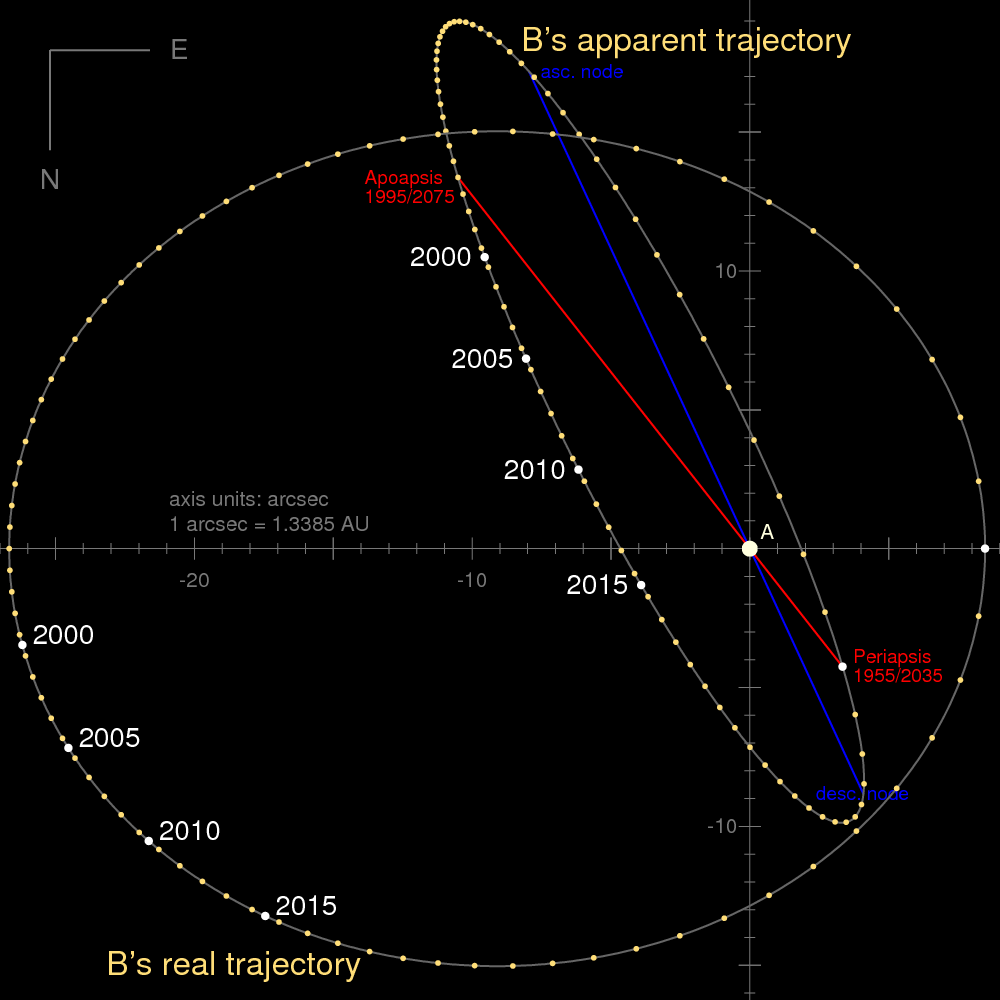
Orbita składnika B wokół składnika A: widoczna z Ziemi (elipsa nachylona) i widziana sponad płaszczyzny orbity
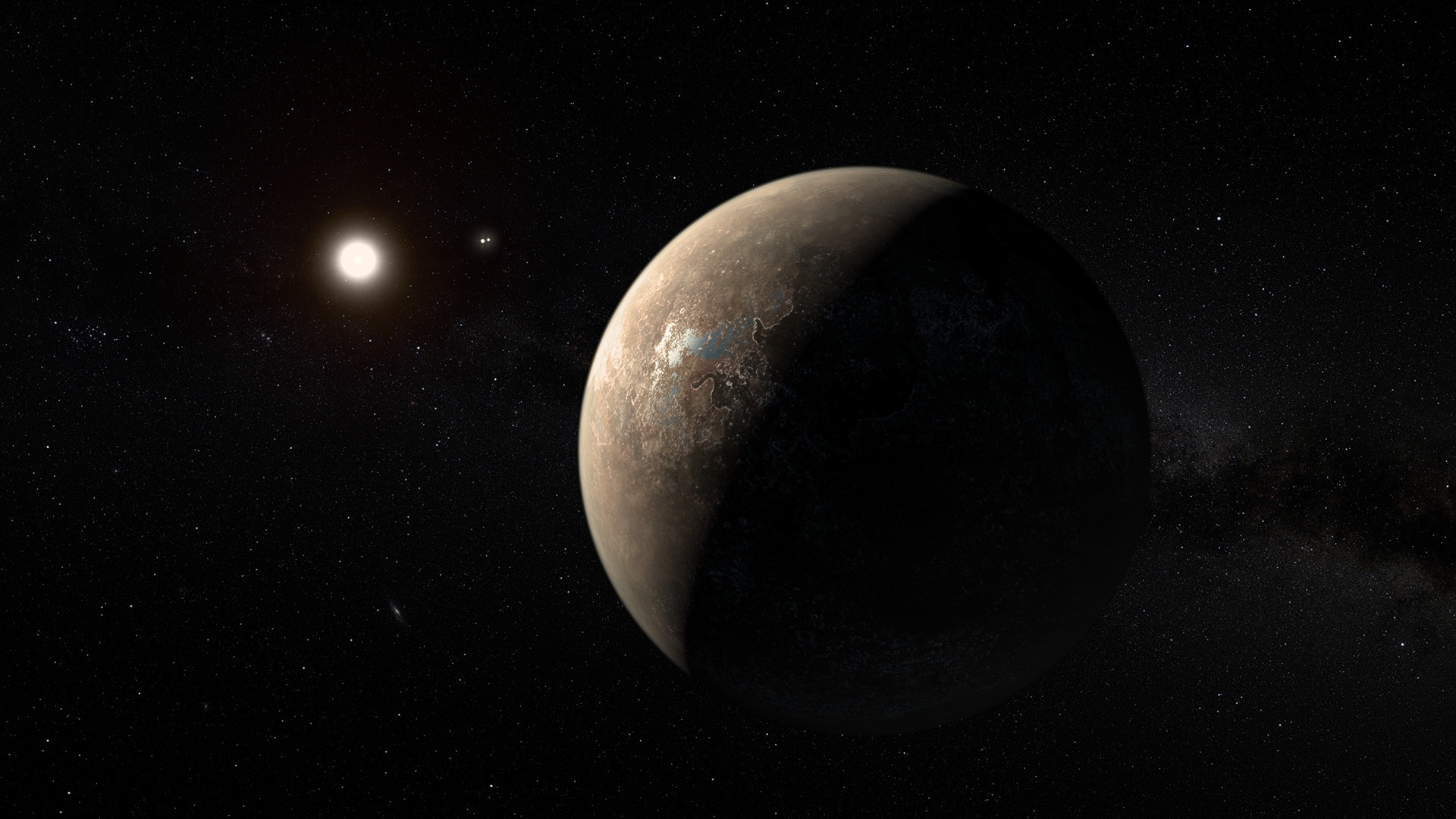
Planeta Proxima Centauri b (wizja artystyczna)